# Michel Fourniret
Michel Fourniret (Sedán, Ardenas; 4 de abril de 1942-París, 10 de mayo de 2021) fue un asesino en serie francés que confesó en junio y julio de 2004 haber secuestrado, violado y asesinado a nueve niñas y adolescentes en un lapso de catorce años en las décadas de 1980 y 1990. También fue sospechoso de diez muertes más, nueve en Francia y una en Bélgica. Se encontraba detenido en Bélgica aguardando juicio. Era conocido como «el ogro de las Ardenas».

## Biografía
Su esposa y cómplice, Monique Olivier, lo denunció luego de que Michelle Martin, esposa del asesino en serie belga Marc Dutroux, fuera condenada a treinta años de cárcel por complicidad en los crímenes de su marido. Fourniret había sido acusado de rapto de menores y comportamiento sexual inapropiado, y ha estado en prisión desde junio de 2003 por intentar secuestrar a una adolescente de catorce años en 2000. En vida, Fourniret enterró al menos a dos de sus víctimas en su elegante castillo en Sautou, avanzada la década de 1980. El 3 de julio de 2004, un equipo de policías franceses y belgas recuperaron los cuerpos de estas dos víctimas de Fourniret cerca del castillo. Fue sentenciado a cadena perpetua el 28 de mayo de 2008. 
Falleció el 10 de mayo de 2021, a los 79 años de edad, tras ser ingresado en el Hospital de la Pitié-Salpêtrière del XIII Distrito de París luego de atravesar problemas respiratorios.

## Asesinatos confesados
- Isabelle Laville, adolescente francesa de diecisiete años. Desapareció en Auxerre el 11 de diciembre de 1987 en su camino a casa desde la escuela. Sus restos fueron hallados en el fondo de un pozo al norte de Auxerre en julio de 2006.[2]
- Fabienne Leroy, una joven de veinte años. Desapareció en 1988 en Mourmelon y su cuerpo fue hallado luego en los bosques cercanos.
- Jeanne-Marie Desramault, estudiante francesa de veintidós años. Desapareció en 1989 de la estación de trenes de Charleville-Méziere y su cuerpo fue recuperado de la finca de Fourniret, con su asistencia.
- Elisabeth Brichet, niña belga de doce años. Desapareció de Namur en 1989 después de jugar con una amiga. Su desaparición fue asociada durante mucho tiempo al asesino en serie belga Marc Dutroux, hasta que Fourniret indicó el lugar donde estaba el cuerpo de la niña en su finca en Francia.
- Natacha Danais, niña francesa de trece años, desaparecida en 1990.
- Farida Hellegouarch, novia de uno de los miembros de la «gang des postiches», organización dedicada a robar bancos. Fourniret la mató en 1990 para entrar en el grupo criminal. Compró un castillo en Francia con el dinero de esa organización.
- Céline Saison, joven de dieciocho años desaparecida en Sedán en el año 2000. Su cuerpo fue hallado en Bélgica.
- Manyana Thumpong, joven de dieciocho años desaparecida en 2001 de Charleville-Mézières. Su cuerpo también fue hallado luego en Bélgica.
- Hombre no identificado. Fourniret lo mató en el robo a un banco por un dinero en efectivo.

La esposa de Fourniret también dijo que su marido había matado a una adolescente de dieciséis años de edad que había trabajado como au pair en su casa. Aparentemente, Fourniret la mató en 1993, pero esto no ha sido confirmado. La identidad de esta supuesta víctima es desconocida.

## ¿Otros crímenes?
El mismo Fourniret dijo que él no cometió ningún crimen entre 1990 y el 2000. Sin embargo, la policía de cinco países —Francia, Bélgica, Países Bajos, Alemania y Dinamarca—  reabrió viejos casos de violaciones, desapariciones y asesinatos. En Dinamarca, la policía informó de que creían que probablemente Fourniret era el responsable de algunas violaciones, aunque las pruebas de ADN no confirmaron esto. En los Países Bajos, los investigadores de las desapariciones de Tanja Groen y Nicky Verstappen han investigado a Fourniret.
Fourniret fue, además, el principal sospechoso de la desaparición y muerte de Estelle Mouzin, quien fuera secuestrada volviendo de la escuela a su casa, en Guermantes, el 9 de enero de 2003. El caso, inconcluso, generó mucho revuelo y captó la atención de los grandes medios de comunicación franceses durante muchos años. La familia, por su parte, realiza una marcha silenciosa todos los años, reclamando justicia y acción por parte del Estado francés. El cuerpo de Estelle nunca apareció y Fourniret murió sin siquiera dar una pista sobre su paradero. 
En 2006, algunas personas decían que Fourniret probablemente era el responsable del asesinato de la niña de ocho años de edad Marie-Dolores Rambla. Christian Ranucci, ciudadano francés, había sido condenado por este crimen y decapitado el 28 de julio de 1976. El caso siempre ha sido controvertido.
Una nueva evidencia mostró que Fourniret estaba de vacaciones en Marsella en el mismo lugar y tiempo en que Rambla fue asesinada. El 3 de junio de 1974, Rambla y su hermano Jean conocieron a un hombre en un automóvil que les dijo que estaba buscando a su perro. Marie-Dolores entró en el automóvil de este hombre y fue secuestrada. Alrededor de una hora después del secuestro, el auto del secuestrador se vio envuelto en un accidente de tránsito con una persona llamada Martínez, pero el secuestrador logró escapar. Seguido por una pareja de ancianos, el secuestrador fue visto llevando una gran bolsa. La policía cree que esa es la conexión entre el secuestro y la huida del criminal. Luego de una extensa búsqueda, el cuerpo de Marie-Dolores Rambla, apuñalada hasta la muerte, fue encontrado en unos arbustos. Ranucci fue arrestado, ya que ese día había estado envuelto en un accidente de tránsito y también llevaba una gran bolsa. En el auto de Ranucci la policía encontró unos pantalones con sangre seca que coincidía con el tipo de sangre de Rambla.
Ranucci confesó haber asesinado a la niña y le contó a la policía dónde estaba escondido el cuchillo entre los arbustos. Pero Ranucci sólo confesó lo encontrado por la policía en las primeras cuarenta y ocho horas. Un día después, Ranucci negó ser el asesino. Se ha sugerido que el caso de Ranucci ha sido alterado y que ciertas partes de evidencia han sido escondidas para hacer encajar algunas pruebas con su confesión. Por ejemplo, las manchas de sangre en los pantalones de Ranucci eran muy anteriores al día del asesinato y pueden explicarse a causa de un accidente que él tuvo en su motocicleta. Ranucci tenía el mismo tipo de sangre que Rambla. La pareja de ancianos que siguió al auto confesó que vieron a la niña en la parte trasera del auto de Ranucci y que estaba gritando. Pero la pareja de ancianos no dejó el auto y, según ellos, vieron a Ranucci arrojar a la niña del auto por una puerta del automóvil que en el auto de Ranucci estaba rota. Más investigaciones revelaron que un suéter rojo encontrado en la escena del crimen no pertenecía a Ranucci, como sí se había creído anteriormente.
Después, cinco personas contaron a la policía que ellos vieron el secuestro; sin embargo nadie pudo identificar a Ranucci como el secuestrador.
El gran escándalo que la prensa generó en torno al caso convirtió a Ranucci en culpable antes de que este llegara a juicio. Recibió la pena de muerte. Otros hechos también localizan a Fourniret como el posible culpable de la muerte de la niña. Estaba de vacaciones en Marsella en junio de 1974, conducía un auto del mismo color (gris), tenía 32 años y tenía, a diferencia de Ranucci, un pasado de ataques sexuales. Fourniret usó muchos trucos, similares al de la mentira de la búsqueda del perro. Además, Rambla no mostró signos de haber sido objeto de abuso sexual. Fourniret, de vez en cuando, eyaculaba en frente de sus víctimas en vez de atacarlas sexualmente.

## Fallecimiento
Falleció el 10 de mayo de 2021 en Hospital La Pitié-Salpétrière, en París. Según el diario Le Parisien, tenía problemas cardíacos y sufría de Alzheimer. Tenía setenta y nueve años.